# Santa María de Perula
Santa María de Perula es un despoblado español actualmente perteneciente al municipio de Sabiñánigo, en la provincia de Huesca. Pertenece a la comarca del Alto Gállego, en la comunidad autónoma de Aragón. Forma parte de la comarca natural de Serrablo.

## Historia
Según Jordán de Asso se le conocía como Santa María de Ayneto.

## Demografía
Perteneció al antiguo municipio de Secorún. Únicamente figura en el nomenclátor de 1930 con una población en aquel entonces de cuatro habitantes.